# Herpsilochmus longirostris
Herpsilochmus longirostris là một loài chim trong họ Thamnophilidae.